# Johann-Riederer-Realschule Hauzenberg
Die Johann-Riederer-Realschule ist eine staatliche Realschule in Hauzenberg im niederbayerischen Landkreis Passau.
Die Schule ist nach dem ehemaligen Regierungspräsidenten von Niederbayern Johann Riederer benannt.

## Allgemeines
Die Schulgemeinschaft zählte im Schuljahr 2023/24 567 Schüler und 44 hauptamtliche Lehrkräfte. Die Schule ist Seminarschule für Lehramtsreferendare der Fächer Mathematik, Physik, Englisch, Geschichte und Informationstechnologie.
Gezielt gefördert werden sogenannte MINT-Fächer mit Hilfe von Projekten wie Jugend forscht. Dabei arbeitet man mit externen Partnern, der ZF Friedrichshafen AG und Edscha Automotive Hauzenberg GmbH, zusammen.
Den Schülern stehen außerdem folgende Aktivitäten und Projekte offen: Schülerzeitung, Theater-AG, Courage-AG, Schulband und Chor, Autorenlesungen sowie Sprachzertifikate in Englisch und Spanisch.
Die Schule ist Teil des bundesweiten Schulnetzwerks Schule ohne Rassismus – Schule mit Courage und wendet sich bewusst gegen Rassismus und Diskriminierung. Dazu wurde eine Courage-AG mit einem sogenannten „Anti-Rassismus-Team“ eingerichtet, in dem sich die Schüler engagieren können.

## Geschichte
1964 beantragte der ehemalige Landkreis Wegscheid bei der Regierung von Niederbayern die Errichtung der Schule und übernahm die Sachaufwandsträgerschaft. Der Regierungspräsident von Niederbayern war Johann Riederer, der heute Namensgeber der Schule ist.
Im September 1965 nahm die neugegründete Realschule im Gebäude der ehemaligen landwirtschaftlichen Berufsschule mit insgesamt 115 Schülern und drei Klassenräumen den Lehrbetrieb auf. Heute ist dort die Sport-Mittelschule Hauzenberg untergebracht. Im Januar 1968 wurde ein neues Schulgebäude mit zwölf Klassenzimmer und diversen Fachunterrichtsräumen wie Werkräume und eine Lehrküche bezogen.
Durch die Gebietsreform in Bayern wurde 1972 der bisherige Landkreis Wegscheid in den Landkreis Passau integriert, welcher damit Sachaufwandsträger der Schule wurde.
Das wenige Jahre zuvor neu erbaute Schulgebäude erwies sich wegen der zunehmenden Nachfrage für die Realschule als zu klein. Daher begann man im Jahr 1973 mit dem Ausbau des Schulgebäudes, welcher 1975 fertiggestellt wurde. Zu diesem Zeitpunkt wurden 530 Schüler in 18 Klassenzimmern unterrichtet. Trotz dieser Baumaßnahmen wurde in den Folgejahren abermals Raumnot verzeichnet, da die Schülerzahlen weiterhin stiegen. Bis zum Schuljahr 1980/81 wuchs die Zahl der Schüler auf 720 mit 23 Klassen an. In den 1990er Jahren pendelte sich die Schülerzahl auf etwa 500 pro Schuljahr ein.
1995 wurde ein Musik- und Theatergebäude, die Adalbert-Stifter-Halle, gebaut. Sie dient der Realschule, der Stadt Hauzenberg und dem Landkreis Passau gleichermaßen als Veranstaltungsort.
Durch die Einführung der sechsstufigen Realschule (R6) zum Schuljahr 2000/2001 erfasste man einen raschen Anstieg von Schulanmeldungen, die auch in den folgenden Jahren nicht abnahmen. Die Schülerzahl wuchs auf über 700 an, weshalb im Schuljahr 2003/2004 zwei ergänzende Container-Unterrichtsräume aufgestellt werden mussten.
Im Frühjahr 2010 erfolgte der Spatenstich für eine Erweiterung der Schule. Für die zweijährige Bauphase während des laufenden Schulbetriebs wurden rund drei Millionen Euro eingeplant. Bereits nach sechs Monaten Bauzeit fand das Richtfest für den Neubau statt, welcher 2011 bezogen wurde. Anschließend begann der Umbau von bestehenden Gebäuden. Die gesamten Baumaßnahmen wurden 2012 fertiggestellt.
Seit August 2020 ist Andreas Gilg neuer Schulleiter der Realschule. Er löste damit den in den Ruhestand tretenden Wolfgang Falk als Nachfolger ab.